# Arts Trailer Court
Arts Trailer Court es un área no incorporada ubicada en el condado de Ventura en el estado estadounidense de California.

## Geografía
Arts Trailer Court se encuentra ubicada en las coordenadas 34°13′25″N 119°8′26″O / 34.22361, -119.14056.